# Finalmente piove (singolo)
Finalmente piove è un brano musicale del cantante Valerio Scanu, pubblicato il 10 febbraio 2016 dall'etichetta discografica indipendente NatyLoveYou, come primo singolo estratto dall'omonimo album dell'artista.

## Descrizione
Il brano, scritto dal cantautore Fabrizio Moro, è stato presentato in gara al Festival di Sanremo 2016 e, diretto dal maestro Giuseppe Vessicchio, si è classificato al tredicesimo posto della competizione.
L'autore del brano ha detto riguardo alla collaborazione con Scanu:
(Fabrizio Moro)

## Video musicale
Il videoclip ufficiale del brano è stato pubblicato l'11 febbraio 2016 sul canale VEVO di Valerio Scanu, è stato diretto da Fabrizio Cestari e vede la partecipazione di Cecilia Rodriguez e Francesco Monte.

## Tracce
Download digitale
Testi e musiche di Fabrizio Moro; edizioni musicali La Fattoria del Moro Publishing, Don't Worry Edizioni Musicali Srl.
1. Finalmente piove – 3:10

## Successo commerciale
Il brano ha esordito alla sesta posizione della Top Singoli. Il 21 marzo 2016 il singolo è stato certificato disco d'oro per le oltre 25 000 copie vendute, successivamente salite a 50 000 copie vendute, venendo pertanto certificato disco di platino.

## Classifiche
| Classifica (2016) | Posizione massima |
| ----------------- | ----------------- |
| Italia            | 6                 |